# 興円
興円（こうえん、弘長2年（1262年）- 文保元年4月26日（1317年6月6日））は、鎌倉時代後期の天台宗の僧侶。字は尭光房。伝信和尚の通称で知られた。

## 経歴
越後国の出身（奥州出身説もある）。15歳で出家し、東山金戒院の恵顗に円頓戒を学ぶ。後に円頓戒再興を目指して比叡山に登り、嘉元3年（1305年）から正和5年（1316年）まで弟子の光宗・円観らとともに12年間にわたり比叡山に籠山する修行を果たした。その後、比叡山神蔵寺や北白川元応寺などを拠点として天台戒律の復興に努めた。